# Andrés Vallejo
Andrés Vallejo Arcos (Quito, 4 de septiembre de 1942) es un político, diplomático y empresario ecuatoriano, miembro del partido Izquierda Democrática.
Desde el 15 de febrero de 2022 funge como embajador extraordinario y plenipotenciario de la República del Ecuador en el Reino de España, concurrente ante el Principado de Andorra y el Reino de Marruecos, nombrado por el presidente Guillermo Lasso Mendoza.
El 19 de mayo de 2022 presentó sus cartas credenciales a Su Majestad El Rey D. Felipe VI de España y el 28 de octubre las presentó al Copríncipe de Andorra, Joan-Enric Vives i Sicília, obispo de la Seo d'Urgell. En la actualidad siguen pendientes de presentación sus cartas credenciales ante el Copríncipe de Andorra, el presidente de la República Francesa, Emmanuel Macron, y a Su Majestad El Rey D. Mohamed VI de Marruecos.

## Biografía
Andrés nació el 4 de septiembre de 1942, en Quito, capital del Ecuador.
Estudió Jurisprudencia en la Universidad Central del Ecuador, en Quito.

### Carrera política

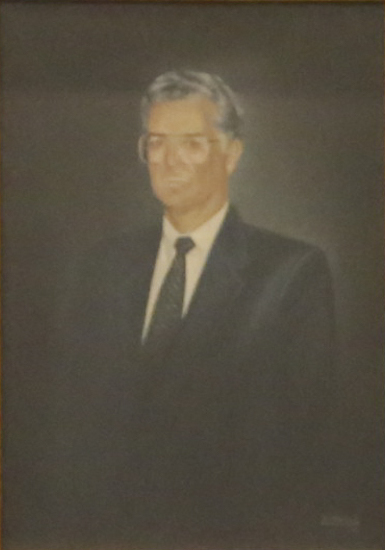
Retrato de Andrés Vallejo, como presidente del Congreso Nacional.

Fue concejal durante los períodos 1972-1976, 1979-1984, 2000-2004 y 2005-2009.
Ejerció como diputado Nacional y presidente de la Comisión Económica del Congreso, entre 1984 y 1988.
Fue Presidente del Congreso Nacional, entre 1986 y 1987.
En 1990 fue presidente de la Junta Monetaria.
Fue presidente de la Comisión de Defensa Nacional del Congreso entre 1992 y 1996.
En el período 2003, 2004 y 2005-2009 fue Vicepresidente del Concejo Metropolitano de Quito.
En 2007 y 2008 fue miembro de la Junta Consultiva de Relaciones Exteriores y entre 2003 y 2009 Gerente de la Corporación de Salud Ambiental de Quito.

## Condecoración
- Caballero Gran Cruz de la Orden de Isabel la Católica, otorgada por el rey Juan Carlos I de España el 8 de septiembre de 1989.[4]